# 小区隐绵蟹
小区隐绵蟹（学名：Cryptodromia areolata）为绵蟹科隐绵蟹属的动物。分布于日本、帝汶岛，包括东海等海域，生活环境为海水，多生活于水深50-500米的泥以及沙底。其生存的海拔范围为-150至-50米。